# Julian Zenger
Julian Zenger (* 26. August 1997 in Wangen im Allgäu) ist ein deutscher Volleyballnationalspieler. Er wurde Vize-Europameister und mit den Berlin Recycling Volleys deutscher Meister und Pokalsieger.

## Karriere
Zenger kam durch seinen Vater in Muthmannshofen zum Volleyball. Er begann seine Karriere bei der TSG Leutkirch. 2013 kam er zu den Volley YoungStars, dem Nachwuchsteam des VfB Friedrichshafen. Mit den YoungStars spielte er in der Zweiten Bundesliga. Im Sommer 2016 absolvierte der Libero gegen die Niederlande sein erstes Länderspiel mit der A-Nationalmannschaft. In der folgenden Saison spielte er beim VC Olympia Berlin. Für die Playoffs gehörte er anschließend noch zum Kader des VfB Friedrichshafen. Während Zenger beim ersten Qualifikationsturnier für die WM 2018, die Deutschland schließlich verpasste, noch zweiter Libero war, rückte er beim zweiten Turnier und in der Weltliga zum Stammspieler auf. Bei der EM 2017 in Polen erreichte er mit dem DVV-Team das Endspiel gegen Russland und wurde Vize-Europameister; es war die erste EM-Medaille überhaupt für Deutschland. 2017 wechselte er zum Bundesligisten United Volleys Frankfurt. In der Saison 2017/18 erreichte er mit den Frankfurtern im DVV-Pokal und in den Bundesliga-Playoffs jeweils das Halbfinale. Mit der DVV-Auswahl spielte er im Sommer 2018 in der Nations League. In der Saison 2018/19 schied Frankfurt mit Zenger in beiden Wettbewerben bereits im Viertelfinale gegen die SVG Lüneburg aus.
2019 wurde Zenger vom deutschen Meister Berlin Recycling Volleys verpflichtet. Mit der Nationalmannschaft nahm er 2019 an der Nations League teil und erreichte bei der Europameisterschaft das Viertelfinale. Mit den BR Volleys schied er in der Vorrunde der Champions League 2019/20. Der Verein gewann das DVV-Pokalfinale gegen die SWD Powervolleys Düren und stand beim Saisonabbruch der Bundesliga kurz vor dem Ende der Hauptrunde auf dem ersten Tabellenplatz. In der Saison 2020/21 schieden die Berliner mit Zenger im Viertelfinale des DVV-Pokals aus und kam in der Champions League ebenfalls ins Viertelfinale. Anschließend erreichten sie als Tabellendritter der Bundesliga-Hauptrunde das Playoff-Finale gegen den VfB Friedrichshafen und wurden erneut deutscher Meister. Zenger wechselte zur Saison 2021/22 zum italienischen Erstligisten Trentino Volley. Nach einer Saison wechselte er innerhalb der italienischen Liga zu Pallavolo Padua. Im Oktober 2023 schaffte Zenger mit der Nationalmannschaft die Qualifikation für die Olympischen Spiele 2024. Beim Turnier erreichte er mit dem deutschen Team das Viertelfinale gegen Frankreich, das im Tiebreak verloren ging.